# Орша (деревня, Тверская область)
Орша — деревня в Калининском районе Тверской области. Относится к Каблуковскому сельскому поселению.
Расположена восточнее Твери, на левом берегу Волги при впадении в неё реки Орша.
В 6 км к северу — село Савватьево на автодороге «Тверь—Рождествено».
Старое название — Оршинская слобода при Оршине монастыре.
На берегу Волги — памятник «Гаубица», установленный в 1966 году в честь боевых действий Калининского фронта зимой 1941 года.
Восточнее деревни запроектирован мостовой переход через Волгу на скоростной автомагистрали Москва — Санкт-Петербург (Северный обход Твери).

## Известные уроженцы
- Сергеев, Виктор Иванович (1921—2008) — директор НТЦ «Центробежные технологии» ЦКБ машиностроения, доктор технических наук; лауреат Ленинской премии, Герой Социалистического Труда.